# Гантінгтон (Західна Вірджинія)
Гантінгтон (англ. Huntington) — місто (англ. city) в США, в округах Кабелл і Вейн штату Західна Вірджинія. Населення — 46 842 особи (2020).

## Географія
Гантінгтон розташований за координатами 38°24′38″ пн. ш. 82°26′5″ зх. д. / 38.41056° пн. ш. 82.43472° зх. д. (38.410651, -82.434689).  За даними Бюро перепису населення США в 2010 році місто мало площу 47,82 км², з яких 42,01 км² — суходіл та 5,81 км² — водойми.

### Клімат
| Клімат : Гантінгтон                   | Клімат : Гантінгтон | Клімат : Гантінгтон | Клімат : Гантінгтон | Клімат : Гантінгтон | Клімат : Гантінгтон | Клімат : Гантінгтон | Клімат : Гантінгтон | Клімат : Гантінгтон | Клімат : Гантінгтон | Клімат : Гантінгтон | Клімат : Гантінгтон | Клімат : Гантінгтон | Клімат : Гантінгтон |
| Показник                              | Січ.                | Лют.                | Бер.                | Квіт.               | Трав.               | Черв.               | Лип.                | Серп.               | Вер.                | Жовт.               | Лист.               | Груд.               | Рік                 |
| Абсолютний максимум, °C               | 26,1                | 27,2                | 33,3                | 33,3                | 36,1                | 40,6                | 42,2                | 41,7                | 39,4                | 33,9                | 30,0                | 26,7                | 42,2                |
| Середній максимум, °C                 | 5,7                 | 8,1                 | 13,7                | 19,9                | 24,1                | 28,2                | 30,0                | 29,7                | 26,0                | 20,1                | 13,8                | 7,4                 | 18,9                |
| Середній мінімум, °C                  | −3,7                | −2,2                | 1,8                 | 6,9                 | 11,5                | 16,3                | 18,6                | 17,9                | 13,6                | 7,3                 | 2,7                 | −1,9                | 7,4                 |
| Абсолютний мінімум, °C                | −29,4               | −31,1               | −18,9               | −9,4                | −2,8                | 3,9                 | 7,8                 | 6,1                 | −1,7                | −8,9                | −15,6               | −25,6               | −31,1               |
| Норма опадів, мм                      | 75                  | 78                  | 99                  | 87                  | 119                 | 99                  | 116                 | 95                  | 71                  | 71                  | 87                  | 84                  | 1081                |
| Днів з опадами                        | 13,4                | 11,9                | 13,3                | 12,8                | 13,8                | 12,1                | 11,1                | 9,5                 | 8,1                 | 9,3                 | 10,8                | 12,9                | 139,1               |
| Днів зі снігом                        | 6,0                 | 4,4                 | 2,4                 | ,7                  | 0                   | 0                   | 0                   | 0                   | 0                   | 0                   | ,9                  | 4,1                 | 18,5                |
| ------------------------------------- | ------------------- | ------------------- | ------------------- | ------------------- | ------------------- | ------------------- | ------------------- | ------------------- | ------------------- | ------------------- | ------------------- | ------------------- | ------------------- |
| Джерело: NOAA (extremes 1891–present) |                     |                     |                     |                     |                     |                     |                     |                     |                     |                     |                     |                     |                     |

## Демографія
Згідно з переписом 2010 року, у місті мешкало 49 138 осіб у 21 774 домогосподарствах у складі 11 000 родин. Густота населення становила 1028 осіб/км².  Було 25146 помешкань (526/км²).
Расовий склад населення:
| - 86,9 % — білих - 8,6 % — чорних або афроамериканців - 1,1 % — азіатів - 0,3 % — корінних американців |

До двох чи більше рас належало 2,7 %. Частка іспаномовних становила 1,4 % від усіх жителів.
За віковим діапазоном населення розподілялося таким чином: 18,0 % — особи молодші 18 років, 66,8 % — особи у віці 18—64 років, 15,2 % — особи у віці 65 років та старші. Медіана віку мешканця становила 35,4 року. На 100 осіб жіночої статі у місті припадало 94,7 чоловіків;  на 100 жінок у віці від 18 років та старших — 91,2 чоловіків також старших 18 років.
Середній дохід на одне домашнє господарство  становив 48 573 долари США (медіана — 29 873), а середній дохід на одну сім'ю — 67 247 доларів (медіана — 46 683). Медіана доходів становила 41 877 доларів для чоловіків та 33 394 долари для жінок. За межею бідності перебувало 29,8 % осіб, у тому числі 38,6 % дітей у віці до 18 років та 10,9 % осіб у віці 65 років та старших.
Цивільне працевлаштоване населення становило 19 526 осіб. Основні галузі зайнятості: освіта, охорона здоров'я та соціальна допомога — 37,1 %, роздрібна торгівля — 14,7 %, мистецтво, розваги та відпочинок — 12,0 %.

## Відомі особистості
В місті народились:
- Бредфорд Клод Дуріф (*1950) — американський актор.
- Еван Дженкінс (*1960) — американський політик.
- Томас Массі (*1971) — американський правник і політик.